# Jimmy Tuivaiti
Jimmy Tuivaiti, född 2 januari 1988, är en italiensk rugby union-spelare, född i Nya Zeeland. Hans position är back row och han spelar för Zebre Rugby i Parma i Italien. 